# Code Geass: Lelouch of the Rebellion
Code Geass: Lelouch of the Rebellion (jap. コードギアス 反逆のルルーシュ Kōdo Giasu: Hangyaku no Rurūshu) – anime stworzone przez studio Sunrise, reżyserowane przez Gorō Taniguchiego i napisane przez Ichirō Ōkouchiego. Ogólny zarys wyglądu postaci został stworzony przez grupę Clamp.

Symbol mocy Geass

W Polsce pierwszy sezon anime został wydany bezpośrednio na DVD przez Anime Virtual w 2010 roku pod tytułem Code Geass: Lelouch of the Rebellion.

## Fabuła
Dnia 10 sierpnia roku 2010 a.t.b. (imperialny kalendarz, Ascension Throne Britannia, czyli wstąpienie na tron Brytanii, który różni się od kalendarza gregoriańskiego o 50 lat), Święte Imperium Brytyjskie zmiażdżyło siły wojskowe i podbiło Japonię w przeciągu niecałego miesiąca przy pomocy nowego typu broni, olbrzymich robotów zwanych Knightmare Frame. W wyniku tego Japonia straciła swoją niepodległość, swoje prawa i nawet swoją nazwę, zostając mianowana „Strefą 11" Imperium Brytyjskiego. Japończycy, przemianowani teraz na „Jedenastostrefowców”, są zmuszeni do życia w ubóstwie, gdy w tym samym czasie osiedli tu Brytyjczycy żyją w luksusowych dzielnicach. Nic dziwnego, że powstają ruchy oporu, jednak nie mają one zbyt dużej siły przebicia.
Brytyjski student, Lelouch Lamperouge, zostaje przypadkiem uwikłany w jedną z akcji terrorystycznych przeprowadzanych przez Japończyków przeciwko okupantowi. Zostaje schwytany przez siły Brytanii i ma zostać rozstrzelany za popieranie terrorystów. Życie ratuje mu tajemnicza dziewczyna, która obdarowuje go mocą Geass: Lelouch może wydać każdemu dowolny rozkaz i zostanie on bezwzględnie wykonany. Młody Lamperouge staje na czele japońskiego powstania przeciwko Imperium: okazuje się jednak, że jego prawdziwe imię to Lelouch vi Britannia i jest 17. w kolejności sukcesji do tronu Brytanii. Wypędzony z rodzinnego kraju pragnie tylko jednego – zemsty na swoim ojcu, brytyjskim Imperatorze oraz stworzenia świata, w którym jego siostra Nunnally będzie mogła żyć szczęśliwie.

## Strony konfliktu
Święte Imperium Brytyjskie
Supermocarstwo powstałe ze szczątków pokonanego przez Napoleona Imperium Brytyjskiego, władające ponad 1/3 świata. Prowadzi politykę kolonialną, podbijając rejony neutralne oraz prowadząc wojny z pozostałymi potęgami.
Unia Europejska
Państwo paneuropejskie powstałe w wyniku rewolucji francuskiej i następujących po niej rządów napoleońskich. Poza całością Europy z Rosją, UE posiada także terytoria w Afryce. Pomimo zaawansowanej integracji państw członkowskich, każde z nich zachowało pewną autonomię, np. własną armię.
Federacja Chińska
Cesarstwo obejmujące całą Azję z wyjątkiem Rosji i Japonii. Charakteryzuje się wysoko zaawansowaną dysproporcją majątkową wśród ludności, która w dużej większości znajduje się na granicy ubóstwa i głodu.
Front Wyzwolenia Japonii
Największa organizacja terrorystyczna na terenie okupowanej Japonii składająca się w większości z dawnych członków armii japońskiej. Przestała istnieć po serii wydarzeń: krwawej bitwie o Naritę, śmierci dowódcy – generała Katase i przyłączeniu się pozostałych członków do Zakonu Czarnych Rycerzy.
Zakon Czarnych Rycerzy
Organizacja złożona z byłych członków japońskich ruchów oporu, a także ochotników z różnych frakcji i państw, której liderem jest postać ukryta pod maską i pseudonimem Zero. Jej pierwotnym celem było wyzwolenie Japonii spod władzy brytyjskiej, utworzenie niepodległego państwa japońskiego oraz zniszczenie Imperium.
Federacja Narodów Zjednoczonych
Koalicja państw utworzona z państw wrogich lub wyzwolonych spod władzy brytyjskiej w celu aktywnej opozycji Świętemu Imperium Brytyjskiemu pozostająca w trwałym sojuszu z Zakonem Czarnych Rycerzy pełniącym funkcję sił zbrojnych niezależnych od żadnego z państw-członków.

## Bohaterowie

### Akademia Ashford
Lelouch Lamperouge
Tytułowy bohater bajroniczny i główny protagonista serii, Lelouch wydaje się być zwykłym, lecz inteligentnym siedemnastolatkiem, jednak jego prawdziwe imię to Lelouch vi Britannia, były 17. w kolejce do tronu, 11. książę Imperium. Jest synem Imperatora, Charlesa zi Britannia oraz jednej z jego żon, zamordowanej w zamachu, Marianne vi Britannia. Został wysłany ze swoją siostrą do Japonii po tym, jak skrytykował ojca za to, że nie podjął żadnych kroków by zapobiec zabójstwu. Kiedy Japonia została podbita przez Imperium Brytyjskie, zaczął się ukrywać. Siedem lat później, zdobywa umiejętność zwaną Geass, przybiera alter ego "Zero" i formuje organizację znaną jako Zakon Czarnych Rycerzy, której celem była rebelia przeciw Imperium.
C.C.
C.C. jest nieśmiertelną dziewczyną o zielonych włosach i złotych oczach, która ofiarowuje Lelouchowi Geass. Stawia jednak warunek – Lelouch musi spełnić jej życzenie. Od tej pory dyskretnie obserwuje, a następnie aktywnie wspomaga poczynania Protagonisty, aby mieć pewność, że wypełni warunki kontraktu.
Suzaku Kururugi
Deuteragonista, częściowo również antagonista serii. Przyjaciel Leloucha z dzieciństwa, syn ostatniego premiera niepodległej Japonii, Genbu Kururugi. Jest przeciwnikiem działalności Zero i Czarnych Rycerzy, jego celem jest zmiana Brytyjskiego Imperium na lepsze, w przeciwieństwie do Leloucha, który stara się je zniszczyć. Suzaku jest przekonany, że cele osiągnięte niewłaściwymi środkami nie są nic warte. Przystępuje do Armii Brytyjskiej i zostaje pilotem eksperymentalnego Knightmare Frame – Lancelota.
Nunnaly Lamperouge
Nunnaly jest młodszą siostrą Leloucha. Podczas zamachu na ich matkę, Nunnaly przeżyła psychologiczną traumę oraz doznała poważnych obrażeń, które spowodowały utratę wzroku oraz paraliż dolnych partii ciała. Pomimo tego, Nunnaly wciąż jest wesoła i pełna życia. Jest bez wątpienia najważniejszą osobą dla Leloucha – jego celem było stworzenie pokojowego świata, w którym jego siostra mogłaby żyć w spokoju.
Shirley Fenette
Przyjaciółka Leloucha, zakochana w nim. Jej ojciec został zabity podczas bitwy o Naritę, co spowodowało jej nienawiść do Zero. Pomimo odkrycia powiązania Leloucha z Zero, nadal go kochała. Ginie zabita przez Rolo, co wywiera znaczny wpływ na psychikę Leloucha, który zdawał się (przynajmniej częściowo) odwzajemniać jej uczucia.
Milly Ashford
Wnuczka dyrektora, przyjaciółka Leloucha. Obiekt uczuć Rivalza. Ze względu na swoje pochodzenie musi często brać udział w swataniu z różnymi arystokratami, m.in. Lloydem. Lubi się dobrze bawić i żyć według własnych zasad. Ostatecznie zostaje prezenterką telewizyjną.
Rivalz Cardemone
Przyjaciel Leloucha, wydaje się być zakochany w Milly. Posiada motocykl, którym często podwozi protagonistę na hazardowe partie szachów. Dorabia jako kelner. Często łamie zasady, m.in. przynosząc szampana na przyjęcie powitalne dla Kallen lub jeżdżąc motocyklem po terenach szkolnych.
Nina Einstein
Cicha i nieśmiała, a zarazem bardzo inteligentna uczennica. Jej nieśmiałość i ksenofobia wobec Japończyków często wywołuje u niej strach przed nimi. Po uratowaniu jej przez Euphemię, ma obsesję na punkcie księżniczki. Po jej śmierci, postanawia ją pomścić. Pod patronatem Schneizela tworzy broń masowej zagłady F.L.E.I.J.A., używaną później wiele razy.
Arthur
Kot, znaleziony przez Suzaku i Euphemię, zamieszkuje następnie w Akademii. Ma zwyczaj gryzienia Kururugiego Suzaku przy każdej nadarzającej się okazji.

### Zakon Czarnych Rycerzy
Kallen Kōzuki
Kallen jest pół-Brytyjką i pół-Japonką. Na co dzień korzysta ze swojego brytyjskiego nazwiska, Kallen Stadtfeld, czuje się jednak dumna z bycia Japonką i walczy w japońskim ruchu oporu używając japońskich personaliów. Dołączyła do Zakonu Czarnych Rycerzy i stała się jedną z najważniejszych podwładnych Zero – pilotem Gurena Mk-II, początkowo najważniejszego Knightmare Frame w posiadaniu Czarnych Rycerzy. Jej bezgraniczna wierność liderowi przybiera wymiar romantyczny, zwłaszcza po poznaniu jego prawdziwej tożsamości.
Kaname Ōgi
Dawny przywódca jednej z grup japońskiego ruchu oporu, przyjaciel Kallen i jej zmarłego brata – Naoto, jeden z pierwszych podwładnych Zero. Ostatecznie mąż Brytyjki – Viletty Nu.
Shin'ichirō Tamaki
Członek grupy Ohgiego, lubi się popisywać i bawić, chciał zostać urzędnikiem.
Kyōshirou Tōdō
Oficer armii japońskiej, jedyny, który pokonał nacierającą armię brytyjską w bitwie. Obiekt uczuć jednej ze swoich podwładnych – Nagisy Chiby.
Kaguya Sumeragi
Młoda przywódczyni grupy dawnych wpływowych rodzin japońskich, wspierających walkę partyzancką z Brytanią. Od czasu uratowania Suzaku przez Zero, jest nim zauroczona, określiła się również jego żoną.
Diethard Ried
Brytyjczyk, producent telewizyjny, chce uwiecznić Zero na taśmie. Ostatecznie zdradza go, ginie z ręki Schneizela kontrolowanego przez Zero.
Rakshata Chawla
Indyjska uczona, konstruktor i mechanik. Wynalazła wiele urządzeń wykorzystywanych później przez Czarnych Rycerzy, m.in. Gurena Mk-II.
Li Xingke
Chiński oficer, przyjaciel cesarzowej. Genialny strateg, zdolny wojownik. Jest chory, prawdopodobnie na gruźlicę.

### Brytyjska rodzina cesarska
Charles zi Britannia
Imperator Imperium Brytyjskiego, ojciec Leloucha, centralny antagonista serii, z pozoru tyran prowadzący wojny w celu podbicia świata, w rzeczywistości realizujący w tajemnicy plan mający na celu ingerencję w rzeczywistość.
V.V.
V.V. jest nieśmiertelnym chłopcem o bardzo długich blond włosach i purpurowych oczach, konspirujący z Charlesem. W rzeczywistości jego brat. Jest jednym z głównych antagonistów serii.
Marianne vi Britannia
Żona Charlesa, matka Leloucha i Nunnally. Pozornie ginie w wyniku zamachu, w rzeczywistości z rąk V.V., następnie kolaboruje z Charlesem.
Gabrielle la Britannia
Żona Charlesa, matka Clovisa. Po jego śmierci jej stan zdrowia podupadł.
Odysseus eu Britannia
1. książę, następca tronu Imperium, niezdecydowany i podatny na manipulację. Najstarsze dziecko Charlesa. Miał wyjść za cesarzową Chińskiej Federacji.
Guinevere su Britannia
1. księżniczka, porównywana do Marii Antoniny ze względu na upodobanie do wydawania pieniędzy na pomniki i pałace. Zdaje się być dumną kobietą patrzącą z pogardą na nie-Brytyjczyków.
Schneizel el Britannia
2. książę, główny antagonista serii, zwłaszcza w drugim sezonie. Przyrodni brat Leloucha. Cechuje go charyzma, mistrzostwo manipulacji i chłodna kalkulacja – jest zdecydowanie najtrudniejszym przeciwnikiem Leloucha. Tak jak on, chciał obalić swego ojca i rządzić Imperium. Jest mecenasem wszelkich technologii eksperymentalnych, m.in. Lancelota.
Cornelia li Britannia
2. księżniczka, starsza siostra Euphemii. Wojowniczka, zdolny strateg, woli od dworskich intryg, bezpośrednią walkę z wrogiem. Jej jedyną słabością jest jej młodsza siostra, której dobro przedkłada ponad wszystko inne. Po jej śmierci, opuszcza stanowisko Gubernatora Strefy 11, objęte po śmierci Clovisa, w celu znalezienia winnych.
Clovis la Britannia
3. książę, Gubernator Strefy 11, manipulant i dwulicowiec, zainteresowany jedynie własnym dobrem, jednocześnie utalentowany malarz i osoba przyjazna Brytyjczykom. Nie jest zbyt dobrym strategiem, łatwo zostaje pokonany przez Leloucha, z którym zawsze przegrywał w szachy. Lubi wystawne przyjęcia i zabawy.
Euphemia li Britannia
3. księżniczka, młodsza siostra Cornelii, przez przyjaciół nazywana "Euphie", zakochana z wzajemnością w Suzaku. Jest przyjazna Japończykom, w celu uszczęśliwienia Leloucha i Nunnally tworzy specjalną strefę dla Japończyków, w której będą respektowane ich prawa. Staje się wkrótce niezamierzoną ofiarą Geass Leloucha, który nieświadomie zmusza ją do zabicia wszystkich Japończyków. Ginie zastrzelona przez Leloucha, pozbawionego innych możliwości postępowania, który kwituje to stwierdzeniem, iż prawdopodobnie była jego pierwszą miłością. Jej śmierć stanowi cios dla wielu postaci, m.in. Cornelii, Suzaku, Niny, jak również samego Leloucha.
Carine le Britannia
5. księżniczka, rówieśniczka Nunnally, jednocześnie całkowite jej przeciwieństwo – podoba jej się wojna, gardzi nie-Brytyjczykami.

### Rycerze Okrągłego Stołu
Bismarck Waldstein
1. rycerz, zdolny strateg, przywódca grupy, posiadacz Geass, bezwzględnie lojalny wobec Charlesa, ginie w starciu z Suzaku.
Gino Weinberg
3. rycerz, lubi się dobrze bawić, m.in. walczyć z potężnymi przeciwnikami, jest zdolnym pilotem.
Dorothea Ernst
4. rycerz, niewiele o niej wiadomo, ginie w starciu z Suzaku.
Anya Alstreim
6. rycerz, zdolny pilot, jej ciało zawiera (oprócz własnego) również umysł Marianne.
Nonette Enneagram
9. rycerz, niewiele o niej wiadomo.
Luciano Bradley
10. rycerz, sadysta, przez wrogów zwany "Wampirem Brytanii", ginie w starciu z Kallen.
Monica Kruszewski
12. rycerz, niewiele o niej wiadomo, ginie w starciu z Suzaku.

## Geass
Geass to nadnaturalna umiejętność zwiększająca możliwości umysłowe użytkownika. W zależności od posiadacza przejawia się on w różny sposób.
Posiadacze Geass:
Lelouch Lamperouge – moc narzucania absolutnego posłuszeństwa
Jej użytkownik może wydać ofierze dowolny rozkaz, jeżeli jednak jego wykonanie jest dla niej niemożliwe, nie zrobi ona nic. Ograniczeniem jest możliwość wydania rozkazu każdej osobie tylko raz, ograniczenie odległości od celu oraz konieczność utrzymywania bezpośredniego kontaktu wzrokowego z ofiarą.
Otrzymany od C.C., objawia się w lewym, później w obydwu oczach, ostatecznie jest niemożliwy do kontroli.
Mao – moc słyszenia myśli
Jej użytkownik może czytać myśli wszystkich w promieniu 500 m od użytkownika. Nie posiada słabych stron poza koniecznością bezustannego używania jej.
Otrzymany od C.C., objawia się w obydwu oczach, jest niemożliwy do kontroli.
Charles vi Britannia – moc dowolnego zamieniania wspomnień
Jej użytkownik może dowolnie ingerować w pamięć ofiary włącznie z ograniczeniem jej możliwości fizycznych. Jej ograniczeniem jest konieczność utrzymywania kontaktu wzrokowego z celem.
Otrzymany od V.V., objawia się w obydwu oczach.
Rolo Lamperouge – moc zawieszenia możliwości odczuwania upływu czasu
Jej użytkownik może czasowo sparaliżować i pozbawić świadomości każdego w sferycznym polu działania. Ponieważ używanie jej powoduje zatrzymanie akcji serca użytkownika, stanowi ona zagrożenie dla jego życia i może być używana tylko przez bardzo krótki czas.
Otrzymany od V.V., objawia się w prawym oku.
C.C. – moc narzucania miłości
Jej użytkownik może sprawić, że jest kochany przez ofiarę. Jej ograniczeniem jest prawdopodobnie konieczność utrzymywania kontaktu wzrokowego z celem.
Otrzymany od średniowiecznej zakonnicy, objawia się w lewym, później w obydwu oczach, ostatecznie jest niemożliwy do kontroli.
Marianne vi Britannia – moc przenoszenia umysłu
Jej użytkownik może przetransportować swój umysł do ciała ofiary. Jej ograniczeniem jest prawdopodobnie konieczność utrzymywania kontaktu wzrokowego z celem.
Otrzymany od C.C., objawia się w lewym oku.
Bismarck Waldstein – moc widzenia przyszłości
Jej użytkownik jest w stanie przewidzieć kilka sekund w przyszłości, prawdopodobnie poprzez umożliwienie mu bardzo szybkiego przeanalizowania wszelkich możliwości i wybrania najbardziej prawdopodobnej.
Nie jest wiadomym od kogo został otrzymany, jest niemożliwy do kontrolowania.
Ciekawym przypadkiem jest Jeremiah Gottwald posiadający moc anulowania efektów każdego Geass. Nie jest wiadomym czy należy ona do "naturalnych" mocy, czy została stworzona w wyniku badań nad Geass.

## Odbiór
Anime Code Geass wygrało nagrodę Tokyo Anime Award w 2007 roku w kategorii najlepsze anime. Dwa lata później zwyciężyło w tej samej kategorii, a także w kategorii najlepszy scenariusz. W cyklu Anime Grand Prix, organizowanym przez magazyn Animage, Code Geass zdobył trzy nagrody za najlepsze anime w latach: 2006, 2007 i 2008. Ponadto odcinki 25. („Zero” w roku 2007) i 50. („Re” w roku 2008) otrzymały nagrody w kategorii najlepszy odcinek. W tych samych latach, anime otrzymało także wyróżnienie w kategorii najlepsze anime telewizyjne, na festiwalu Animation Kobe.
W sierpniu 2008 roku, studio Bandai Visual ogłosiło, że sprzedało ponad 900 tys. egzemplarzy płyt DVD i Blue-Ray związanymi z Code Geassem. Według serwisu Amazon.com, w 2008 roku Code Geass był czwartym najlepiej sprzedającym się anime na płytach DVD. W Polsce anime zostało przychylnie ocenione przez serwis tanuki.pl – otrzymało 10/10 w ocenie recenzenta i 8/10 w ocenie redakcji.
27 listopada 2016 roku, podczas uroczystości obchodzonej z okazji 10. rocznicy publikacji Code Geass: Lelouch of the Rebellion, studio Sunrise poinformowało o pracach nad: trylogią omawiającą wszystkie 50 odcinków 2 sezonów anime, oraz 3 sezonem, który ma się ukazać pod nazwą Code Geass: Lelouch of the Revival.